# Sant Miquel de l'Arn
Sant Miquel de l'Arn és una església del municipi de Sentmenat (Vallès Occidental) inclosa en l'Inventari del Patrimoni Arquitectònic de Catalunya.

## Descripció
És una capella rural situada sobre l'antic camí de Caldes a Sentmenat. És una ermita d'una nau amb absis, del qual només queda la base, i porta a la façana sud. En estat ruïnós, només romanen dempeus trossos de mur, dels quals el més sencer és el que mira a ponent. Fou reedificada al segle xvii.

## Història
Documentada el 1027. La documentació primitiva sembla confondre el mas d'Arn i Sant Fruitós. El 1299 tenia una ermita. Sagrera la va fer reedificar. Actualment el terreny on es troba l'ermita pertany a D. Ramon Sagalés Torras, veí de Caldes de Montbui.